# Вальдес, Антонио
Антонио Гомес Вальдес де Кастильо (исп. Antonio Gómez Valdés de Castillo, 4 января 1930 — 6 января 2021), более известный как Ратон Вальдес — мексиканский актёр и комик.

## Биография
Брат актёров Германа, Мануэля и Раймонда Вальдесов. Антонио участвовал в программах «La Cosa» и «Puro Loco», начинал свою карьеру во времена «Золотого века мексиканского кино» (1930—1969), когда он снялся в нескольких фильмах со своими братьями.
Актёрский кинодебют состоялся в 1952 году («Apasionada»). В «Тысяча и одна ночь» уже выделялся его комедийный талант. В 1965 году он появился со своим братом Херманом в «Tintansón Cruzoe», а в следующем году он уже принял участие в телевизионной программе «Operación Ja Ja».
С Los Polivoces он снялся в фильме «Несвоевременное уведомление» и «Там мама!», одном из самых известных фильмов Эдуардо Мансано и Энрике Куэнка.
Хотя в 1980-х годах его присутствие на телевидении или в национальном кино значительно сократилось, в течение следующего десятилетия он вернул свою популярность благодаря программам, в которых он работал с Эктором Суаресом: «Вещь» и «Чистый сумасшедший».
Его последняя работа на телевидении была в 2019 году, он снялся в эпизоде 4 сезона сериала «Клуб Ворон» компании Netflix.
Антонио Вальдес выступал также на театральной сцене, где начинал как танцор.
Ушёл из жизни 6 января 2021 года, этой смертью закончилась актёрская династия братьев Вальдес. Причины смерти актёра не разглашались, хотя было известно, что долгое время он страдал от разрушительных последствий болезни Паркинсона.

## Фильмография
- Bikinis y rock…(1972)
- ¡Ahí madre!…(1970)
- Gregorio y su ángel…(1970)
- El aviso inoportuno…(1969)
- Tintansón Cruzoe…(1965)
- Las mil y una noches…(1958) (as José A. Valdés)
- Refifí entre las mujeres…(1958)
- Variedades de mediodía…(1955)
- Maldita ciudad…(1954)
- Los chamacones… (as Antonio Valdez)
- Me traes de un' ala…(1953) (uncredited)
- Apasionada…(1952)

### Сериалы
- «Клуб Ворон» (2019) — Сезон 4
- «Мексиканский стиль…» (1997)
- «Чистый сумасшедший…» (1995—2002)
- Operación Ja Ja…(1966) (TV series)